# Danh sách đĩa nhạc của Arashi
Dưới đây là danh sách đĩa nhạc của Arashi.

## Album phòng thu
| #    | Tên album - thông tin |
| ---- | --- |
| 1st  | Arashi No.1 Ichigou -Arashi wa Arashi o Yobu!- 嵐 No.1 (Ichigou) -嵐は嵐を呼ぶ- - Hãng thu âm: Pony Canyon PCCJ-00004 - Phát hành: 24 tháng 1 năm 2001 |
| 2nd  | Here We Go! - Hãng thu âm: J Storm JACA-5002 (Limited Edition) JACA-5003(Regular Edition) - Phát hành: 17 tháng 7 năm 2002                             |
| 3rd  | How's It Going? - Hãng thu âm: J Storm JACA-5007(Limited Edition) JACA-5008(Regular Edition) - Phát hành: 9 tháng 7 năm 2003                           |
| 4th  | Iza, Now! いざッ、Now! - Hãng thu âm: J Storm JACA-5014 (Limited Edition) JACA-5015(Regular Edition) - Phát hành: 21 tháng 7 năm 2004                  |
| 5th  | One - Hãng thu âm: J Storm JACA-5024 (Limited Edition) JACA-5025(Regular Edition) - Phát hành: 3 tháng 8 năm 2005                                      |
| 6th  | Arashic - Hãng thu âm: J Storm JACA-5041 (Limited Edition) JACA-5042(Regular Edition) - Phát hành: 5 tháng 7 năm 2006                                  |
| 7th  | Time - Hãng thu âm: J Storm JACA-5064-5065 (Limited Edition) JACA-5066(Regular Edition) - Phát hành: 11 tháng 7 năm 2007                               |
| 8th  | Dream "A" Live - Hãng thu âm: J Storm - Phát hành: 23 tháng 4 năm 2008                                                                                 |
| 9th  | Boku no Miteiru Fukei - Hãng thu âm: J Storm - Phát hành: 04 tháng 08, 2010                                                                            |
| 10th | Beautiful World - Hãng thu âm: J Storm - Phát hành: 06 tháng 07, 2011                                                                                  |
| 11th | Popcorn - Hãng thu âm: J Storm - Phát hành: 31 tháng 10 năm 2012                                                                                       |

### Album tổng hợp
| #   | Tên album |
| --- | --- |
| 1st | Arashi Single Collection 1999-2001 嵐 No.1 (Ichigou) -嵐は嵐を呼ぶ- - Hãng thu âm: Pony Canyon PCCJ-00004 - Phát hành: 16 tháng 5 năm 2002                  |
| 2nd | Arashi 5x5: The Best Selection of 2002-2004 - Hãng thu âm: J Storm JACA-5002 (Limited Edition) JACA-5003(Regular Edition) - Phát hành: 10 tháng 11 năm 2004 |
| 3rd | Arashi 5x10: All the best 1999-2009 - Hãng thu âm: J Storm JACA-5002 (Limited Edition) JACA-5003(Regular Edition) - Phát hành: 19 tháng 8 năm 2009          |
| 4th | Ura Ara Mania - Hãng thu âm: J Storm - Phát hành: 20 tháng 09, 2012                                                                                         |

### Đĩa đơn
| #  | Tên                                                                                     | Ngày phát hành   | Thông tin |
| -- | --------------------------------------------------------------------------------------- | ---------------- | --- |
| 1  | "A・RA・SHI"                                                                            | 3 tháng 11 1999  | Nhạc nền của V no Arashi |
| 2  | "Sunrise Nippon" (Sunrise日本)                                                          | 1 tháng 4 2000   | Từ nhạc kịch Ikebukuro West Gate Park |
| 3  | "Typhoon Generation" (台風ジェネレション)                                               | 12 tháng 7 2000  | |
| 4  | "Kansha Kangeki Ame Arashi" (感謝カンゲキ雨嵐)                                          | 8 tháng 11 2000  | Nhạc nền của Namida wo Fuite |
| 5  | "Kimi no Tame ni Boku ga Iru" (君のために僕がいる)                                      | 18 tháng 4 2001  | |
| 6  | "Jidai" (時代)                                                                          | 1 tháng 8 2001   | Đĩa đơn cuối cùng phát hành dưới nhãn Pony Canyon Nhạc phim Kindaichi Shonen no Jikenbo 3 |
| 7  | "A Day in Our Life"                                                                     | 6 tháng 2 2002   | Nhạc phim Kisarazu Cat's Eye có sự tham gia của Sho Sakurai |
| 8  | "Nice na Kokoroiki" (ナイスな心意気)                                                    | 17 tháng 4 2002  | |
| 9  | "Pika☆nchi"                                                                             | 17 tháng 10 2002 | Nhạc phimPika☆nchi -Life is Hard Dakedo Happy- |
| 10 | "Tomadoi Nagara" (とまどいながら)                                                       | 13 tháng 2 2003  | Nhạc phim Yoiko no Mikatacó sự tham gia của Sho Sakurai |
| 11 | "Hadashi No Mirai/Kotoba yori Taisetsu na Mono" (ハダシの未来/言葉より大切なもの)       | 3 tháng 9 2003   | Kotoba yori Taisetsu na Mono là nhạc phim truyền hình Stand Up!! có sự tham gia của Ninomiya Kazunari                                                                                             |
| 12 | "Pika★★nchi Double"                                                                     | 18 tháng 2 2004  | Nhạc phim điện ảnh Pika☆☆nchi -Life is Hard Dakara Happy- |
| 13 | "Hitomi no Naka no Galaxy/Hero" (瞳の中のGalaxy/Hero)                                   | 18 tháng 8 2004  | Hero được dùng là nhạc nền cho Olympic Coverage của đài NTV. Hitomi no Naka no Galaxy là nhạc phim truyền hình Minami Kun no Koibito có sự tham gia của Kazunari Ninomiya                         |
| 14 | "Sakura Sake" (サクラ咲ケ)                                                              | 23 tháng 3 2005  | |
| 15 | "Wish"                                                                                  | 16 tháng 11 2005 | Nhạc phim truyền hình Hana Yori Dango có sự tham gia của Jun Matsumoto |
| 16 | "Kitto Daijoubu" (きっと大丈夫)                                                         | 17 tháng 5 2006  | Ca sĩ Nhật nổi tiếng Ken Hirai đã nói rằng anh thích bài hát này trong một lần biểu diễn trên sâu khấu.                                                                                           |
| 17 | "Aozora Pedal" (アオゾラペダル)                                                         | 1 tháng 8 2006   | Nhạc phim điện ảnh Honey & Clover có sự tham gia của Sho Sakurai |
| 18 | "Love so sweet"                                                                         | 21 tháng 2 2007  | Nhạc phim truyền hình for Hana Yori Dango 2 Returns! có sự tham gia của Jun Matsumoto |
| 19 | "We Can Make It!"                                                                       | 2 tháng 5 2007   | Nhạc phim truyền hình Bambino! có sự tham gia của Jun Matsumoto |
| 20 | "Happiness"                                                                             | 5 tháng 9 2007   | Nhạc phim truyền hình Yamada Taro Monogatari có sự tham gia của Kazunari Ninomiya và Sho Sakurai                                                                                                  |
| 21 | "Step and Go"                                                                           | 20 tháng 2 2008  | |
| 22 | "One love"                                                                              | 25 tháng 6 2008  | Nhạc phim điện ảnh Hana Yori Dango Final có sự tham gia của Jun Matsumoto |
| 23 | "truth/Kaze no Mukou e" (truth/風の向こうへ)                                            | 5 tháng 11 2008  | Truth là nhạc phim truyền hình Maou do Ohno Satoshi đóng vai chính. Kaze no Mukou e là nhạc nền cho chương trình tin tức Olympic 2008 của đài NTV với người đưa tin chính là Sakurai Sho          |
| 24 | "Beautiful Days"                                                                        | 20 tháng 8 2008  | Nhạc phim truyền hình Ryusei no Kizuna do Ninomiya Kazunari đóng vai chính |
| 25 | "Believe / Kumorinochi, Kaisei" (Believe/曇りのち、快晴)                                | 4 tháng 3 2009   | Believe là nhạc phim điện ảnh Yatterman do Sakurai Sho đóng vai chính Kumorinochi, Kaisei là nhạc phim truyền hình Uta no Oniisan do Ohno Satoshi đóng vai chính và cũng là bài hát solo của Ohno |
| 26 | "Ashita no kioku/Crazy Moon ~kimi wa muteki~" (明日の記憶/Crazy Moon～キミ．ハ．ムテキ) | 27 tháng 5 2009  | Ashita no Kioku là nhạc phim truyền hình The Quiz Show do Sakurai Sho đóng vai chính |
| 27 | "Everything"                                                                            | 1 tháng 7 2009   | |
| 28 | "My Girl" (マイガール)                                                                  | 11 tháng 11 2009 | Nhạc phim truyền hình My Girl do Aiba Masaki đóng vai chính |
| 29 | "Troublemaker"                                                                          | 3 tháng 3 2010   | Nhạc phim truyền hình Tokujo Kabachi do Sakurai Sho đóng vai chính |
| 30 | "Monster"                                                                               | 19 tháng 5 2010  | Nhạc phim truyền hình Kaibutsu-kun do Ohno Satoshi đóng vai chính |
| 31 | "To be free"                                                                            | 7 tháng 7 2010   | Nhạc quảng cáo cho Mitsuya Cider của Sakurai Sho |
| 32 | "Love Rainbow"                                                                          | 8 tháng 9 2010   | Nhạc phim truyền hình Natsu no Koi wa Niji-iro ni Kagayaku do Matsumoto Jun đóng vai chính |
| 33 | "Dear Snow"                                                                             | 6 tháng 10 2010  | Ca khúc chủ đề cho phim Ooku có sự tham gia của Ninomiya Kazunari |
| 34 | "Hatenai Sora" (果てない空)                                                             | 10 tháng 11 2010 | Ca khúc chủ đề cho phim Freeter Ie wo Kau có sự tham gia của Ninomiya Kazunari |
| 35 | "Lotus"                                                                                 | 23 tháng 02 2011 | Ca khúc chủ đề cho phim Bartender có sự tham gia của Aiba Masaki |
| 3a | "Meikyuu Love Song" (迷宮ラブソング)                                                    | 02 tháng 11 2011 | Ca khúc chủ đề cho phim Nazotoki wa Dinner no Ato de có sự tham gia của Sakurai Sho |
| 37 | "Wild at Heart" (ワイルドアットハート)                                                  | 07 tháng 03 2012 | Ca khúc chủ đề cho phim Lucky Seven có sự tham gia của Matsumoto Jun |
| 38 | "Face Down"                                                                             | 09 tháng 05 2012 | Ca khúc chủ đề cho phim Kagi no Kakatta Heya có sự tham gia của Ohno Satoshi |
| 39 | "Your Eyes"                                                                             | 06 tháng 06 2012 | Ca khúc chủ đề cho phim Mikeneko Holmes no Suiri có sự tham gia của Aiba Masaki |
| 40 | "Breathless/Calling"                                                                    | 06 tháng 03 2013 | Breathless là nhạc phim điện ảnh Platina Data do Ninomiya Kazunari đóng vai chính Calling là ca khúc chủ đề cho phim Lást Hope có sự tham gia của Aiba Másaki                                     |
| 41 | "Endless Game"                                                                          | 29 tháng 05 2013 | Ca khúc chủ đề cho phim Kazoku Game có sự tham gia của Sakurai Sho |
| 42 | "Bittersweet"                                                                           | 12 tháng 02 2014 | Ca khúc chủ đề cho phim Shitsuren Chocolatier do Matsumoto Jun đóng vai chính |